# Refuse Records
Refuse Records – niezależna wytwórnia płytowa założona w 1993 roku w Warszawie. Wytwórnia działa w myśl zasady Do It Yourself i wydaje twórców reprezentujących style hardcore punk, punk i pokrewne. Poprzez swoje działania promuje m.in. ideę straight edge, wegetarianizm, feminizm, równouprawnienie i poszanowanie wszystkich ludzi.
Poza wydawaniem płyt Refuse Records zajmuje się organizacją koncertów, festiwali (Noc Walpurgii, Free Open-Air Hc Festival).